# Robinson Crusoé (téléfilm)
Pour les articles homonymes, voir Robinson Crusoé.
Robinson Crusoé est un téléfilm d'aventure franco-britannico-canadien en deux parties, réalisé par Thierry Chabert, d'après l'œuvre éponyme de Daniel Defoe, diffusé le 22/12/2003.

## Synopsis
Le planteur anglais du Brésil, Robinson Crusoé, embarque sur le « Santa Lucia » à destination des côtes de Guinée où il entend se lancer dans la traite des nègres. Au large de Saint-Domingue, il est obligé d’embarquer, sous la menace d’un pistolet, sur un canot de sauvetage par le capitaine du navire qu’il a tenté d’empêcher de faire escale pour vendre quelques esclaves. Une tempête pousse Robinson vers une île au large du Venezuela ainsi que la Santa Lucia dont il ne reste aucun survivant. Après avoir sauvegardé tous les biens du navire, Robinson vit seul pendant des années jusqu’à l’arrivée inattendue de cannibales venus sacrifier un prisonnier. Robinson les met en fuite et entame une nouvelle vie avec le rescapé qu’il nomme « Vendredi ». Robinson tente également d’enseigner ses propres valeurs morales et religieuses à Vendredi qui se montre réfractaire. Finalement les deux hommes parviendront pourtant à transcender leurs cultures respectives pour établir une vraie communication.

## Fiche technique
- Titre des parties : L'île de Robinson (première partie) et Robinson et Vendredi (deuxième partie)
- Réalisateur : Thierry Chabert
- Scénariste : Frédéric Vitoux, d'après l'œuvre de Daniel Defoe
- Musique : Angélique et Jean-Claude Nachon
- Photographie : Carlo Varini
- Producteur : Jean-Pierre Guérin
- Sociétés de production : GMT Productions, Transfilm, Spice Factory, avec la participation de France 2 et Arte France
- Genre : Aventure
- Durée totale : 194 minutes
- Diffusion :
  -  Suisse : 13 décembre 2003
  -  France : 22 décembre 2003 sur France 2

## Distribution
- Pierre Richard : Robinson Crusoé
- Nicolas Cazalé : Vendredi
- Michel Perron : le capitaine du Santa Lucia
- Jean-Claude Leguay : Le second du Santa Lucia
- Marie Béraud : Isabella, enfant
- Aurora Basnuevo : Mélanie
- Ulik Anello : Alfredo
- Jean-Bernard Côté : le cuisinier
- Jennifer Lauret : Isabella à 20 ans

## Lieux de tournage
- Cuba

## Épisodes
1. L'île de Robinson (92min)
2. Robinson et Vendredi (102min)